# 1825年6月16日日食
1825年6月16日日食为一次在协调世界时1825年6月16日出現的全環食。該次日食食分為1.0036，食甚維持0分25秒。

## 概述
這次日食的食分是1.0036，全環食維持0分25秒。

## 基本參數
- 類型：全環食
- 食甚資料：
  - 日期：1825年6月16日
  - 時間：12時19分3秒
  - 地點：1N 6W
  - 食分：1.0036
  - 日全環食持續時間：0分25秒

## 外部連結
- NASA日食專頁（页面存档备份，存于）（英文）